# 11392 Paulpeeters
11392 Paulpeeters è un asteroide della fascia principale. Scoperto nel 1998, presenta un'orbita caratterizzata da un semiasse maggiore pari a 2,7227036 UA e da un'eccentricità di 0,0180858, inclinata di 6,24987° rispetto all'eclittica.